# 東京衛戍総督部
東京衛戍総督部（とうきょうえいじゅそうとくぶ）とは、1904年（明治37年）から1920年（大正9年）まで、東京に置かれた、大日本帝国陸軍の総督部の一つである。

## 概要
日露戦争に伴い、東京衛戍総督部条例（明治37年4月25日勅令第128号）により1904年5月1日に設置された。東京衛戍総督（以下「総督」）は天皇に直隷し、東京の衛戍勤務を統轄し、師団長に命じてこれを実行させた。総督は軍政及び人事に係ることについては陸軍大臣の区処を受けた。1905年10月25日、総督部は東京市麹町区隼町1番地に移転した。1918年10月4日、総督部は庁舎改築工事のため小石川区小石川町東京砲兵工廠本部内に移転し、1919年4月18日、工事竣工により復帰した。
勅令第232号（大正9年8月9日）により、1920年8月10日に東京衛戍総督部は廃止され、これに伴い東京衛戍司令官は近衛師団長または第1師団長が兼任するようになった。

## 総督部構成
東京衛戍総督
- 佐久間左馬太 大将：1904年5月1日 -
- 川村景明 大将：1906年4月11日 - 1908年12月21日
- （兼）川村景明 大将：1908年12月21日 - 1913年8月22日
- 中村覚 中将：1913年8月22日 - 1914年9月15日
- （兼）浅田信興 大将：1914年9月15日 - 1915年5月24日
- 神尾光臣 中将：1915年5月24日 - 1916年8月18日
- 松川敏胤 中将：1916年8月18日 - 1917年8月6日
- 仁田原重行 中将：1917年8月6日 -
- 柴五郎 中将：1918年7月2日 -
- 栗田直八郎 中将：1919年11月1日 - 1920年8月10日（廃止）

参謀
- （兼）橋本勝太郎 歩兵中佐：1904年5月1日 - 6月6日
- （兼）奥村鋭作 歩兵少佐：1904年6月6日 -
- 中島正武 中佐：1906年2月5日 -
- 森知之 中佐：1906年11月4日 -
- 長坂研介 中佐：1908年12月21日 -

高級副官
- 伊藤祐武 少佐：1906年2月5日 -